# Ołeksandr Krasylnykow
Ołeksandr Lwowycz Krasylnykow (ukr. Олександр Львович Красильников, ur. 16 października 1960) – ukraiński polityk, biznesmen i działacz sportowy, właściciel i prezes klubu piłkarskiego PFK Sewastopol.

## Życiorys
Jako działacz sportowy w 2002 zaangażował się w pracę w PFK Sewastopol. Został prezesem oraz głównym sponsorem klubu. Również wykonuje funkcję Prezesa Związku Piłki Nożnej w Sewastopolu.
Prowadzi biznes w branży energetycznej oraz usług transportowych i deweloperskich. Jest dyrektorem prywatnego przedsiębiorstwa "Krymnaftoserwis". 
Członek Partii Regionów. Deputowany Rady Miejskiej w Sewastopolu VI i V kadencji. Zastępca Przewodniczącego Komisji ds. Polityki Zabudowy Miejskiej, Regulacji Zasobów Ziemnych i Wodnych.
Żonaty.